# Metropolitana di Samara
La metropolitana di Samara è una rete di trasporto pubblico di tipo metropolitana che serve l'omonima città russa.

## Linee e stazioni in costruzione
| # | Nome    | Apertura | Lunghezza | N° stazioni |
| - | ------- | -------- | --------- | ----------- |
| 1 | Linea 1 | 1987     | 12,7 km   | 10          |